# SM U-95 (1917)
SM U-95 – niemiecki okręt podwodny typu U-93 zbudowany w Friedrich Krupp Germaniawerft w Kilonii w latach 1915-1917. Wodowany 20 stycznia 1917 roku, wszedł do służby w Cesarskiej Marynarce Wojennej 19 kwietnia 1917 roku. 24 maja 1917 roku został przydzielony do IV Flotylli pod dowództwem kapitana Athalwina Prinza. U-95 w ciągu sześciu patroli zatopił 14 statków nieprzyjaciela o łącznej pojemności 38 014 BRT oraz trzy uszkodził o łącznej pojemności 5862 BRT. 
W czasie pierwszego patrolu na Morzu Północnym, 3 czerwca 1917 roku, U-95 storpedował i zatopił brytyjski statek parowy „Hollington” (4221 BRT). Statek płynął z Liverpoolu do Rosji, zatonął około 14 mil na południe od Wysp Owczych. Zginęło 30 członków załogi. 
12 czerwca 57 mil na zachód od Fastnet Rock U-95 storpedował i zatopił największy z zatopionych przez siebie statków, brytyjski parowiec „Polyxena” (5737 BRT). Zbudowany w 1896 roku statek płynął z ładunkiem zboża z Australii do Queenstown. W wyniku ataku 7 członków załogi poniosło śmierć.
2 stycznia w czasie ostatniego patrolu na Morzu Celtyckim na południe od półwyspu Penwith w Konrwalii, U-95 zatopił dwa statki oraz jeden uszkodził. Uszkodzonym był brytyjski parowiec „Kingsley” (633 BRT), który wracał z Honfleur do Swansea. Statek został ostrzelany z broni pokładowej U-95, w wyniku czego zginęło pięciu marynarzy. Zatopionymi były parowce: włoski „Christos Markettos” (3 084 BRT) oraz brytyjski „Gallier” (4592 BRT). W obu przypadkach obyło się bez ofiar.
Najprawdopodobniej 16 stycznia 1918 roku okręt zatonął w okolicach Neufchâtel-Hardelot u wybrzeży Francji. Zginęła cała załoga.